# John Roycroft
John Roycroft es un experto analista y compositor de estudios de ajedrez inglés. Nació el 25 de julio de 1929 en Alperton, Wembley (Inglaterra). Cuando estalló la Segunda Guerra Mundial, su familia decidió trasladarse a Gales, donde se inició en el mundo del ajedrez gracias a su tío. 
En julio de 1965 puso en marcha la idea de crear una publicación dedicada al estudio de ese deporte, llamada "EG". Pasó a editarse cuatro veces al año, contando hasta ahora con cerca de 15.000 estudios y la colaboración de un gran número de especialistas, como H.F. Blandford, Michael Bent, P.S. Valois o Walter Weitch. En 1991, la organización holandesa ARVES, formada por diversos expertos ajedrecistas, se hizo cargo de la edición de la revista.

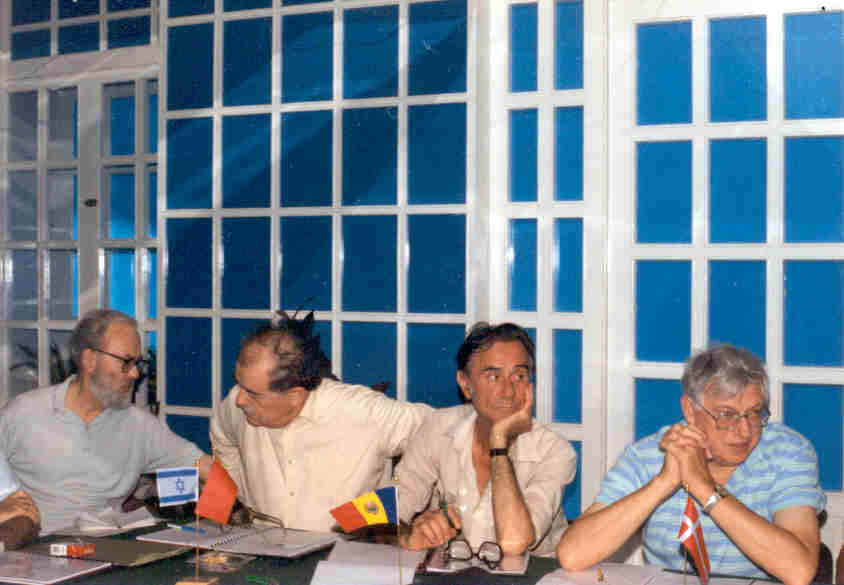
John Roycroft, Gia Nadareishvili, Virgil Nestorescu y Jan Mortensen (de izquierda a derecha) en 1990 en la Sesión del PCCC en Benidorm (España).

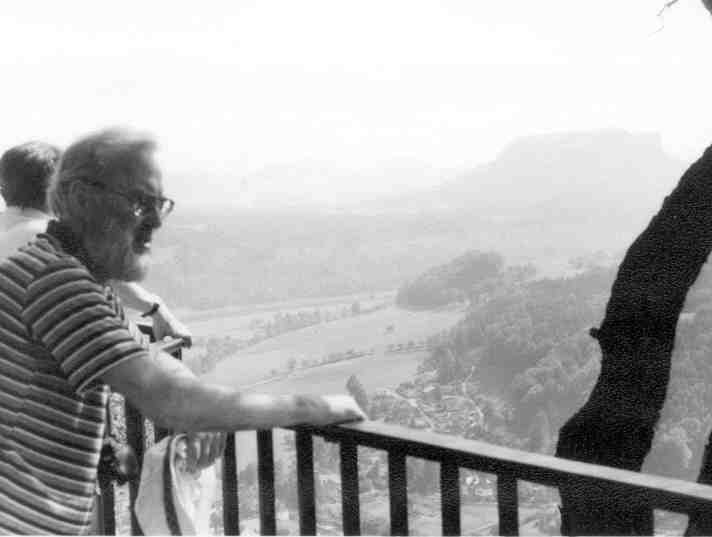
John Roycroft en 1988 en un viaje de un curso de ajedrez en las montañas del Elba en la Sajonia Suiza.

Antes de su prejubilación, en 1987, Roycroft trabajó durante siete años para una compañía de seguros y otros veintiséis años como Ingeniero de Sistemas para la empresa IBM.